# De Munck (Stradivarius)
Pour les articles homonymes, voir De Munck.

Le De Munck est un violoncelle construit en 1730 par le luthier italien Antonio Stradivari.
Son nom complet est Feuermann; De Munck; Gardiner.
Il fut joué entre autres par Auguste-Joseph Franchomme et les virtuoses Emanuel Feuermann et Aldo Parisot. 
Il a été décrit par Steven Isserlis : « mon violoncelle de rêve, celui qui a tout ce qu'un violoncelliste recherche dans un instrument ».
Le compositeur français Jean-Louis Agobet a écrit une partition pour Steven Isserlis et le violoncelle De Munck en 2004 sous le titre Feuermann (éditions Jobert). 
Il est actuellement joué par la violoncelliste française Camille Thomas. 
Ce violoncelle, tardif dans l'œuvre du luthier, est de la forme forma B piccola, c’est-à-dire qu'il est plus étroit que ceux de forma buono ou forma B (comme le sont le Duport et le Davidov).
| Longueur                    | 74,6 cm |
| Largeur (partie supérieure) | 32,7 cm |
| Largeur (au centre)         |         |
| Largeur (partie inférieure) | 41,9 cm |

## Parcours
Voici le parcours connu de ce violoncelle.
| Interprète        | Depuis | Avéré en | Jusqu'en |
| ----------------- | ------ | -------- | -------- |
| Ernest de Munck   |        |          |          |
| Emanuel Feuermann | 1934   |          | 1942     |
| Aldo Parisot      | 1956   | 1987     |          |
| Steven Isserlis   | 1998   | 2006     |          |
| Camille Thomas    | 2019   |          |          |

| Propriétaire              | Depuis | Avéré en | Jusqu'en |
| ------------------------- | ------ | -------- | -------- |
| de Barrau                 |        |          |          |
| Auguste-Joseph Franchomme |        |          | 1869     |
| Ernest de Munck           | 1869   |          |          |
| Hériot                    |        |          |          |
| W.E. Hill & Sons          | 1926   |          | 1934     |
| Emanuel Feuermann         | 1934   |          | 1942     |
| Russell B. Kingman        | 1943   |          | 1956     |
| Aldo Parisot              | 1956   | 1987     |          |
| Nippon Music Foundation   | 1996   |          |          |

## Source
1. ↑  (en) Base de données sur les instruments à cordes anciens